# 24 Heures de Daytona 2000
Navigation
Édition précédente Édition suivante
Les 24 Heures de Daytona 2000 (officiellement appelé le Rolex 24 at Daytona 2000), disputées sur les 5 février 2000 et 6 février 2000 sur le Daytona International Speedway sont la trente-huitième édition de cette épreuve, la trente-quatrième sur un format de vingt-quatre heures, et la première manche des Grand American Road Racing Championship 2000.

## Engagés
La liste officielle des engagés était composée de 120 voitures. 88 ont participé aux essais dont 21 en Sportsracer, 23 en GTO, 37 en GTU et 9 en AGT.

## Course
Voici le classement provisoire au terme de la course,.
- Les vainqueurs de chaque catégorie sont signalés par un fond jauni.
- Pour la colonne Pneus, il faut passer le curseur au-dessus du modèle pour connaître le manufacturier de pneumatiques.

| Pos.    | Classe | N° | Écurie                               | Pilotes                                                                                     | Châssis                         | Pneus | Tours |
| Pos.    | Classe | N° | Écurie                               | Pilotes                                                                                     | Moteur                          | Pneus | Tours |
| ------- | ------ | -- | ------------------------------------ | ------------------------------------------------------------------------------------------- | ------------------------------- | ----- | ----- |
| 1       | GTO    | 91 | Viper Team Oreca                     | Olivier Beretta Karl Wendlinger Dominique Dupuy                                             | Dodge Viper GTS-R               | M     | 723   |
| 1       | GTO    | 91 | Viper Team Oreca                     | Olivier Beretta Karl Wendlinger Dominique Dupuy                                             | Dodge 8.0 L V10                 | M     | 723   |
| 2       | GTO    | 3  | Corvette Racing                      | Ron Fellows Justin Bell Chris Kneifel (en)                                                  | Chevrolet Corvette C5-R         | G     | 723   |
| 2       | GTO    | 3  | Corvette Racing                      | Ron Fellows Justin Bell Chris Kneifel (en)                                                  | Chevrolet LS1 7.0 L V8          | G     | 723   |
| 3       | GTO    | 93 | Viper Team Oreca                     | David Donohue Ni Amorim Jean-Philippe Belloc Tommy Archer                                   | Dodge Viper GTS-R               | M     | 719   |
| 3       | GTO    | 93 | Viper Team Oreca                     | David Donohue Ni Amorim Jean-Philippe Belloc Tommy Archer                                   | Dodge 8.0 L V10                 | M     | 719   |
| 4       | SR     | 20 | Dyson Racing                         | James Weaver Rob Dyson (en) Max Papis Elliott Forbes-Robinson                               | Riley & Scott Mk III (en)       | G     | 717   |
| 4       | SR     | 20 | Dyson Racing                         | James Weaver Rob Dyson (en) Max Papis Elliott Forbes-Robinson                               | Ford-Lincoln 5.5 L V8           | G     | 717   |
| 5       | GTO    | 92 | Viper Team Oreca                     | Tommy Archer Marc Duez Vincent Vosse Jean-Philippe Belloc                                   | Dodge Viper GTS-R               | M     | 691   |
| 5       | GTO    | 92 | Viper Team Oreca                     | Tommy Archer Marc Duez Vincent Vosse Jean-Philippe Belloc                                   | Dodge 8.0 L V10                 | M     | 691   |
| 6       | GTO    | 45 | Team Viper West                      | Stephen Watson (en) Christian Vann Raffaele Sangiuolo Allison Duncan                        | Dodge Viper GTS-R               | D     | 665   |
| 6       | GTO    | 45 | Team Viper West                      | Stephen Watson (en) Christian Vann Raffaele Sangiuolo Allison Duncan                        | Dodge 8.0 L V10                 | D     | 665   |
| 7       | GTO    | 46 | Team Viper West                      | Toni Seiler Erik Messley Walter Brun Hans Hugenholtz                                        | Dodge Viper GTS-R               | D     | 659   |
| 7       | GTO    | 46 | Team Viper West                      | Toni Seiler Erik Messley Walter Brun Hans Hugenholtz                                        | Dodge 8.0 L V10                 | D     | 659   |
| 8       | GTU    | 56 | Haberthur Racing                     | Luca Drudi Gabrio Rosa Fabio Rosa Fabio Babini                                              | Porsche 996 GT3-R               | P     | 658   |
| 8       | GTU    | 56 | Haberthur Racing                     | Luca Drudi Gabrio Rosa Fabio Rosa Fabio Babini                                              | Porsche 3.6 L Flat-6            | P     | 658   |
| 9       | GTO    | 72 | Freisinger Motorsport                | Wolfgang Kaufmann Ernst Palmberger Lance Stewart                                            | Porsche 911 GT2 (993)           | D     | 657   |
| 9       | GTO    | 72 | Freisinger Motorsport                | Wolfgang Kaufmann Ernst Palmberger Lance Stewart                                            | Porsche 3.8 L Flat-6            | D     | 657   |
| 10      | GTU    | 7  | RWS Motorsport                       | Dieter Quester Philipp Peter Hans Willems Hans-Jörg Hofer Luca Riccitelli                   | Porsche 996 GT3-R               | M     | 657   |
| 10      | GTU    | 7  | RWS Motorsport                       | Dieter Quester Philipp Peter Hans Willems Hans-Jörg Hofer Luca Riccitelli                   | Porsche 3.6 L Flat-6            | M     | 657   |
| 11      | GTO    | 99 | Schumacher Racing                    | Martin Snow John O'Steen Stu Hayner Larry Schumacher                                        | Porsche 911 GT2 (993)           | M D P | 654   |
| 11      | GTO    | 99 | Schumacher Racing                    | Martin Snow John O'Steen Stu Hayner Larry Schumacher                                        | Porsche 3.8 L Flat-6 Turbo      | M D P | 654   |
| 12      | GTU    | 07 | G&W Motorsports                      | Mike Fitzgerald Greg Merril Steve Marshall Danny Marshall (en) Chris MacAllister Darren Law | Porsche 993 Carrera RSR         | P     | 651   |
| 12      | GTU    | 07 | G&W Motorsports                      | Mike Fitzgerald Greg Merril Steve Marshall Danny Marshall (en) Chris MacAllister Darren Law | Porsche 3.6 L Flat-6            | P     | 651   |
| 13 Abd. | SR     | 6  | Team Cadillac                        | Butch Leitzinger Andy Wallace Franck Lagorce                                                | Cadillac Northstar LMP (en)     | P     | 637   |
| 13 Abd. | SR     | 6  | Team Cadillac                        | Butch Leitzinger Andy Wallace Franck Lagorce                                                | Cadillac Northstar 4.0 L V8     | P     | 637   |
| 14      | SR     | 5  | Team Cadillac                        | Wayne Taylor Max Angelelli Eric van de Poele                                                | Cadillac Northstar LMP (en)     | P     | 637   |
| 14      | SR     | 5  | Team Cadillac                        | Wayne Taylor Max Angelelli Eric van de Poele                                                | Cadillac Northstar 4.0 L V8     | P     | 637   |
| 15      | GTU    | 67 | Westward Ho Casino/The Racer's Group | Wade Gaughran Philip Collin Dale White Kevin Buckler (en) Michael Petersen                  | Porsche 911 GT3-R (996)         | P     | 623   |
| 15      | GTU    | 67 | Westward Ho Casino/The Racer's Group | Wade Gaughran Philip Collin Dale White Kevin Buckler (en) Michael Petersen                  | Porsche 3.6 L Flat-6            | P     | 623   |
| 16 Abd. | GTU    | 23 | Alex Job Racing                      | Randy Pobst (en) Bruno Lambert Mike Conte                                                   | Porsche 911 GT3-R (996)         | M     | 620   |
| 16 Abd. | GTU    | 23 | Alex Job Racing                      | Randy Pobst (en) Bruno Lambert Mike Conte                                                   | Porsche 3.6 L Flat-6            | M     | 620   |
| 17      | GTU    | 66 | Team Seattle/The Racer's Group       | Don Kitch Jr. Steve Miller Kiichi Takahashi Dave Gaylord                                    | Porsche 911 GT3-R (996)         | P     | 617   |
| 17      | GTU    | 66 | Team Seattle/The Racer's Group       | Don Kitch Jr. Steve Miller Kiichi Takahashi Dave Gaylord                                    | Porsche 3.6 L Flat-6            | P     | 617   |
| 18      | GTU    | 41 | L. R. Organisation                   | Peter Hardman Philippe Favre (en) Stanislas De Sadeleer Nicolaus Springer                   | Porsche 911 GT3-R (996)         | D     | 606   |
| 18      | GTU    | 41 | L. R. Organisation                   | Peter Hardman Philippe Favre (en) Stanislas De Sadeleer Nicolaus Springer                   | Porsche 3.6 L Flat-6            | D     | 606   |
| 19      | GTO    | 73 | Freisinger Motorsport                | Ulrich Gallade Ray Lintott Manfred Jurasz Klaus Horn Allan Ziegelman                        | Porsche 911 GT2 (993)           | D     | 604   |
| 19      | GTO    | 73 | Freisinger Motorsport                | Ulrich Gallade Ray Lintott Manfred Jurasz Klaus Horn Allan Ziegelman                        | Porsche 3.8 L Flat-6 Turbo      | D     | 604   |
| 20 Abd. | GTU    | 90 | Larbre Compétition                   | Christophe Bouchut André Ahrlé Jean-Luc Chéreau Patrice Goueslard                           | Porsche 911 GT3-R (996)         | M     | 597   |
| 20 Abd. | GTU    | 90 | Larbre Compétition                   | Christophe Bouchut André Ahrlé Jean-Luc Chéreau Patrice Goueslard                           | Porsche 3.6 L Flat-6            | M     | 597   |
| 21      | GTU    | 62 | Safina Racing                        | Hugh Plumb Mark Hillestad Carlos de Quesada Ross Bluestein Joseph Safina                    | BMW M3 E36                      | P     | 597   |
| 21      | GTU    | 62 | Safina Racing                        | Hugh Plumb Mark Hillestad Carlos de Quesada Ross Bluestein Joseph Safina                    | BMW 3.2 L I6                    | P     | 597   |
| 22      | GTU    | 97 | Schmidt Brothers                     | Max Schmidt Rusty Schmidt Jeff Conkel Bob Woodman                                           | Porsche 911 Carrera RSR         | P     | 594   |
| 22      | GTU    | 97 | Schmidt Brothers                     | Max Schmidt Rusty Schmidt Jeff Conkel Bob Woodman                                           | Porsche 3.6 L Flat-6            | P     | 594   |
| 23      | SR     | 36 | Johansson-Matthews Racing            | Stefan Johansson Guy Smith Jim Matthews Memo Gidley                                         | Reynard 2KQ                     | Y     | 576   |
| 23      | SR     | 36 | Johansson-Matthews Racing            | Stefan Johansson Guy Smith Jim Matthews Memo Gidley                                         | Judd 4.0 L V10                  | Y     | 576   |
| 24 Abd. | GTO    | 4  | Corvette Racing                      | Kelly Collins Andy Pilgrim Franck Fréon                                                     | Chevrolet Corvette C5-R         | G     | 573   |
| 24 Abd. | GTO    | 4  | Corvette Racing                      | Kelly Collins Andy Pilgrim Franck Fréon                                                     | Chevrolet LS1 7.0 L V8          | G     | 573   |
| 25      | GTU    | 58 | MAC Racing                           | Massimo Morini Antonio De Castro Luca Cattaneo Renato Bicciato Massimo Frigerio             | Porsche 911 GT3-R (996)         | P     | 570   |
| 25      | GTU    | 58 | MAC Racing                           | Massimo Morini Antonio De Castro Luca Cattaneo Renato Bicciato Massimo Frigerio             | Porsche 3.6 L Flat-6            | P     | 570   |
| 26      | GTU    | 34 | Autohaus Harrisburg, Inc.            | Spencer Pumpelly Emil Assentato (en) John Steinmetz Gregor Fisken                           | Porsche 993 Carrera RSR         | G     | 549   |
| 26      | GTU    | 34 | Autohaus Harrisburg, Inc.            | Spencer Pumpelly Emil Assentato (en) John Steinmetz Gregor Fisken                           | Porsche 3.8 L Flat-6            | G     | 549   |
| 27      | AGT    | 84 | Comer Racing, Inc.                   | John Finger Doug Mills Richard Maugeri Andy McNeil Ronald Zitza                             | Chevrolet Camaro                | P     | 546   |
| 27      | AGT    | 84 | Comer Racing, Inc.                   | John Finger Doug Mills Richard Maugeri Andy McNeil Ronald Zitza                             | Chevrolet 6.0 L V8              | P     | 546   |
| 28 Abd. | GTU    | 10 | Jurgen/Alzen Motorsport (en)         | Ulli Richter Wilhelm Kern Axel Rohr Jürgen Alzen (en)                                       | Porsche 911 GT3-R (996)         | P     | 542   |
| 28 Abd. | GTU    | 10 | Jurgen/Alzen Motorsport (en)         | Ulli Richter Wilhelm Kern Axel Rohr Jürgen Alzen (en)                                       | Porsche 3.6 L Flat-6            | P     | 542   |
| 29 Abd. | GTU    | 44 | PK Sport                             | Peter Chambers Paul Fuller Mike Youles Marcus Fothergill Adam Simmons                       | Porsche 911 GT3-R (996)         | D     | 542   |
| 29 Abd. | GTU    | 44 | PK Sport                             | Peter Chambers Paul Fuller Mike Youles Marcus Fothergill Adam Simmons                       | Porsche 3.6 L Flat-6            | D     | 542   |
| 30 Abd. | GTU    | 2  | MCR/Aspen Knolls                     | Shane Lewis Bob Mazzuoccola Mike Bavaro Cort Wagner                                         | Porsche 911 GT3-R (996)         | P     | 540   |
| 30 Abd. | GTU    | 2  | MCR/Aspen Knolls                     | Shane Lewis Bob Mazzuoccola Mike Bavaro Cort Wagner                                         | Porsche 3.6 L Flat-6            | P     | 540   |
| 31 Abd. | GTU    | 81 | G&W Motorsports                      | Uwe Alzen Duncan Huisman Patrick Huisman Darren Law                                         | Porsche 911 GT3-R (996)         | M     | 525   |
| 31 Abd. | GTU    | 81 | G&W Motorsports                      | Uwe Alzen Duncan Huisman Patrick Huisman Darren Law                                         | Porsche 3.6 L Flat-6            | M     | 525   |
| 32      | GTU    | 01 | Reiser Callas Rennsport              | Grady Willingham Chris Pennington Joel Reiser Simon Sobrero Craig Stanton (en)              | Porsche 911 GT3-R (996)         | Y     | 523   |
| 32      | GTU    | 01 | Reiser Callas Rennsport              | Grady Willingham Chris Pennington Joel Reiser Simon Sobrero Craig Stanton (en)              | Porsche 3.6 L Flat-6            | Y     | 523   |
| 33      | SR     | 47 | RaceStar Motorsports                 | Richard McDill Todd Vallancourt John G. Thomas Les Vallarano Ken Stiver                     | Spice SE90                      | P     | 522   |
| 33      | SR     | 47 | RaceStar Motorsports                 | Richard McDill Todd Vallancourt John G. Thomas Les Vallarano Ken Stiver                     | Chevrolet 5.0 L V8              | P     | 522   |
| 34      | GTU    | 57 | Haberthur Racing                     | Jean-Luc Maury-Laribiére Pascal Fabre Bernard Chauvin Patrick Cruchet Raël                  | Porsche 911 GT3-R (996)         | D     | 519   |
| 34      | GTU    | 57 | Haberthur Racing                     | Jean-Luc Maury-Laribiére Pascal Fabre Bernard Chauvin Patrick Cruchet Raël                  | Porsche 3.6 L Flat-6            | D     | 519   |
| 35      | SR     | 74 | 74 Ranch Resort                      | George Robinson Jack Baldwin (en) Hurley Haywood Irv Hoerr (en)                             | Riley & Scott Mk III (en)       | G     | 495   |
| 35      | SR     | 74 | 74 Ranch Resort                      | George Robinson Jack Baldwin (en) Hurley Haywood Irv Hoerr (en)                             | Chevrolet 6.0 L V8              | G     | 495   |
| 36 Abd. | GTU    | 88 | MCR/Nygmatech                        | Peter Baron Gian Luigi Buitoni Tony Kester Leo Hindery (en) Mike Borkowski (en)             | Porsche 911 GT3-R (996)         | P     | 470   |
| 36 Abd. | GTU    | 88 | MCR/Nygmatech                        | Peter Baron Gian Luigi Buitoni Tony Kester Leo Hindery (en) Mike Borkowski (en)             | Porsche 3.6 L Flat-6            | P     | 470   |
| 37 Abd. | GTU    | 22 | Seikel Motorsport                    | Kurt Matthewson Tony Burgess Paolo Rapetti Michel Neugarten                                 | Porsche 911 GT3-R (996)         | D     | 443   |
| 37 Abd. | GTU    | 22 | Seikel Motorsport                    | Kurt Matthewson Tony Burgess Paolo Rapetti Michel Neugarten                                 | Porsche 3.6 L Flat-6            | D     | 443   |
| 38      | GTO    | 38 | Proton Competition                   | Horst Felbermayr Horst Felbermayr Jr. Gerold Ried Christian Ried                            | Porsche 911 GT2 (993)           | Y     | 405   |
| 38      | GTO    | 38 | Proton Competition                   | Horst Felbermayr Horst Felbermayr Jr. Gerold Ried Christian Ried                            | Porsche 3.6 L Flat-6 Turbo      | Y     | 405   |
| 39 Abd. | GTU    | 70 | Skea Racing International            | David Murry Lloyd Hawkins Rohan Skea Johnny Mowlem                                          | Porsche 911 GT3-R (996)         | P     | 400   |
| 39 Abd. | GTU    | 70 | Skea Racing International            | David Murry Lloyd Hawkins Rohan Skea Johnny Mowlem                                          | Porsche 3.6 L Flat-6            | P     | 400   |
| 40 Abd. | AGT    | 09 | Spirit of Daytona Racing             | Craig Conway Troy Flis Todd Flis Doug Goad                                                  | Chevrolet Camaro                | P     | 397   |
| 40 Abd. | AGT    | 09 | Spirit of Daytona Racing             | Craig Conway Troy Flis Todd Flis Doug Goad                                                  | Chevrolet 5.9 L V8              | P     | 397   |
| 41      | SR     | 95 | TRV Motorsports                      | Barry Waddell Peter Boss (en) R. J. Valentine Tom Volk                                      | Riley & Scott Mk III (en)       | G     | 380   |
| 41      | SR     | 95 | TRV Motorsports                      | Barry Waddell Peter Boss (en) R. J. Valentine Tom Volk                                      | Chevrolet 5.0 L V8              | G     | 380   |
| 42 Abd. | GTU    | 68 | The Racer's Group                    | Ron Herrerias Mike Smith Tom McGlynn Ludovico Manfredi Kevin Buckler (en)                   | Porsche 911 Carrera RSR         | P G   | 373   |
| 42 Abd. | GTU    | 68 | The Racer's Group                    | Ron Herrerias Mike Smith Tom McGlynn Ludovico Manfredi Kevin Buckler (en)                   | Porsche 3.6 L Flat-6            | P G   | 373   |
| 43 Abd. | SR     | 17 | Hybrid Motorsports                   | Chris Bingham (en) Boris Said Mark Simo (en) Rick Sutherland                                | Riley & Scott Mk III (en)       | Y     | 352   |
| 43 Abd. | SR     | 17 | Hybrid Motorsports                   | Chris Bingham (en) Boris Said Mark Simo (en) Rick Sutherland                                | Ford 5.1 L V8                   | Y     | 352   |
| 44 Abd. | GTU    | 33 | MAC Racing                           | Marc Schoonbroodt Luciano Tamburini Franco Bugané Kurt Thiel Roberto Bonuomo                | Porsche 911 GT3-R (996)         | P     | 321   |
| 44 Abd. | GTU    | 33 | MAC Racing                           | Marc Schoonbroodt Luciano Tamburini Franco Bugané Kurt Thiel Roberto Bonuomo                | Porsche 3.6 L Flat-6            | P     | 321   |
| 45 Abd. | GTU    | 59 | Brumos Racing (en)                   | Jürgen Barth Roland Bervillé Michel Ligonnet Ferdinand de Lesseps                           | Porsche 911 GT3-R (996)         | M     | 314   |
| 45 Abd. | GTU    | 59 | Brumos Racing (en)                   | Jürgen Barth Roland Bervillé Michel Ligonnet Ferdinand de Lesseps                           | Porsche 3.6 L Flat-6            | M     | 314   |
| 46 Abd. | GTU    | 51 | Dick Barbour Racing                  | Dirk Müller Bob Wollek Lucas Luhr                                                           | Porsche 911 GT3-R (996)         | M     | 312   |
| 46 Abd. | GTU    | 51 | Dick Barbour Racing                  | Dirk Müller Bob Wollek Lucas Luhr                                                           | Porsche 3.6 L Flat-6            | M     | 312   |
| 47 Abd. | GTU    | 50 | Genesis Racing                       | Bill Auberlen Rick Fairbanks Nick Ham Chris Gleason                                         | BMW M3 E36                      | Y     | 312   |
| 47 Abd. | GTU    | 50 | Genesis Racing                       | Bill Auberlen Rick Fairbanks Nick Ham Chris Gleason                                         | BMW 3.2 L I6                    | Y     | 312   |
| 48 Abd. | SR     | 63 | Downing/Atlanta Racing               | Howard Katz Chris Ronson Steve Pelke Jim Downing Rich Grupp                                 | Kudzu DLY                       | G     | 303   |
| 48 Abd. | SR     | 63 | Downing/Atlanta Racing               | Howard Katz Chris Ronson Steve Pelke Jim Downing Rich Grupp                                 | Mazda 4-Rotor                   | G     | 303   |
| 49 Abd. | AGT    | 53 | Diablo Racing                        | Tom Scheuren Eric Curran Rick Dilorio Todd Snyder (en) Mayo T. Smith                        | Chevrolet Camaro                | G     | 303   |
| 49 Abd. | AGT    | 53 | Diablo Racing                        | Tom Scheuren Eric Curran Rick Dilorio Todd Snyder (en) Mayo T. Smith                        | Chevrolet 5.1 L V8              | G     | 303   |
| 50 Abd. | SR     | 9  | Bobby Brown Motorsports              | Bobby Brown Norman Goldrich Randy Lenz Brian DeVries                                        | Spice HC94                      | P     | 292   |
| 50 Abd. | SR     | 9  | Bobby Brown Motorsports              | Bobby Brown Norman Goldrich Randy Lenz Brian DeVries                                        | Chevrolet 5.0 L V8              | P     | 292   |
| 51 Abd. | AGT    | 13 | DM Motorsports                       | Martin Shuster Mark Montgomery Anthony Puleo                                                | Chevrolet Camaro                | G     | 289   |
| 51 Abd. | AGT    | 13 | DM Motorsports                       | Martin Shuster Mark Montgomery Anthony Puleo                                                | Chevrolet 6.0 L V8              | G     | 289   |
| 52 Abd. | GTO    | 48 | Haberthur Racing                     | Mauro Casadei Stefano Bucci Andrea Garbagnati Renato Mastropietro (en)                      | Porsche 911 GT2 (993)           | D     | 279   |
| 52 Abd. | GTO    | 48 | Haberthur Racing                     | Mauro Casadei Stefano Bucci Andrea Garbagnati Renato Mastropietro (en)                      | Porsche 3.8 L Flat-6 Turbo      | D     | 279   |
| 53      | SR     | 60 | Jacobs Motorsports                   | Steven Lynn Ray Snowdon Steve Algrin Richard Geck Michael Jacobs Frank Del Vecchio          | Kudzu DLM-4                     | P     | 277   |
| 53      | SR     | 60 | Jacobs Motorsports                   | Steven Lynn Ray Snowdon Steve Algrin Richard Geck Michael Jacobs Frank Del Vecchio          | Chevrolet 5.1 L V8              | P     | 277   |
| 54 Abd. | GTO    | 14 | Jack Cauley Chevrolet                | R. K. Smith (en) Jeff Norwicki Bill Lester (en) John Heinricy (en)                          | Chevrolet Corvette C5-R         | P     | 261   |
| 54 Abd. | GTO    | 14 | Jack Cauley Chevrolet                | R. K. Smith (en) Jeff Norwicki Bill Lester (en) John Heinricy (en)                          | Chevrolet LS1 7.0 L V8          | P     | 261   |
| 55 Abd. | GTO    | 03 | Roock Racing                         | Claudia Hürtgen Hubert Haupt Hisashi Wada Robert Nearn Nigel Smith (en) Stephen Earle       | Porsche 911 GT2 (993)           | Y     | 259   |
| 55 Abd. | GTO    | 03 | Roock Racing                         | Claudia Hürtgen Hubert Haupt Hisashi Wada Robert Nearn Nigel Smith (en) Stephen Earle       | Porsche 3.8 L Flat-6 Turbo      | Y     | 259   |
| 56 Abd. | GTO    | 32 | Konrad Motorsport                    | Jürgen von Gartzen Charles Slater Peter Kitchak Calum Lockie Franz Konrad                   | Porsche 911 GT2 (993)           | D     | 248   |
| 56 Abd. | GTO    | 32 | Konrad Motorsport                    | Jürgen von Gartzen Charles Slater Peter Kitchak Calum Lockie Franz Konrad                   | Porsche 3.8 L Flat-6 Turbo      | D     | 248   |
| 57 Abd. | AGT    | 40 | Rankin Racing                        | David Rankin Dorian Foyil Toto Lassally Hank Scott Ian James                                | Chevrolet Camaro                | G     | 240   |
| 57 Abd. | AGT    | 40 | Rankin Racing                        | David Rankin Dorian Foyil Toto Lassally Hank Scott Ian James                                | Chevrolet 5.8 L V8              | G     | 240   |
| 58 Abd. | GTO    | 15 | Kreider Motorsports                  | Gaston Aguirre Scott Watkins Daniel Urrutia Rene Villeneuve Dale Kreider                    | Chevrolet Corvette C5-R         | G     | 239   |
| 58 Abd. | GTO    | 15 | Kreider Motorsports                  | Gaston Aguirre Scott Watkins Daniel Urrutia Rene Villeneuve Dale Kreider                    | Chevrolet 5.5 L V8              | G     | 239   |
| 59 Abd. | GTU    | 24 | Goldin Brothers Racing               | Scott Finlay Steve Goldin Keith Goldin                                                      | Mazda RX-7                      | H G   | 239   |
| 59 Abd. | GTU    | 24 | Goldin Brothers Racing               | Scott Finlay Steve Goldin Keith Goldin                                                      | Mazda 2-Rotor                   | H G   | 239   |
| 60 Abd. | GTU    | 35 | Franco Scapini Motorsport            | Pierangelo Masselli Franco Scapini Erich Prinoth Ivan Capelli Giuseppe Pellin               | Ferrari F355                    | P     | 228   |
| 60 Abd. | GTU    | 35 | Franco Scapini Motorsport            | Pierangelo Masselli Franco Scapini Erich Prinoth Ivan Capelli Giuseppe Pellin               | Ferrari F129B 3.5 L V8          | P     | 228   |
| 61 Abd. | GTU    | 21 | Aasco Performance                    | John Rutherford IV Andy Hajducky Dave Geremia Bobby Oneglia Ken Fengler Bobby Carradine     | Porsche 911 Carrera RSR         | Y     | 227   |
| 61 Abd. | GTU    | 21 | Aasco Performance                    | John Rutherford IV Andy Hajducky Dave Geremia Bobby Oneglia Ken Fengler Bobby Carradine     | Porsche 3.8 L Flat-6            | Y     | 227   |
| 62 Abd. | GTU    | 75 | Champion Racing                      | Mike Brockman Paul Newman Michael Lauer Gunnar Jeannette                                    | Porsche 911 GT3-R (996)         | M     | 225   |
| 62 Abd. | GTU    | 75 | Champion Racing                      | Mike Brockman Paul Newman Michael Lauer Gunnar Jeannette                                    | Porsche 3.6 L Flat-6            | M     | 225   |
| 63 Abd. | SR     | 31 | Konrad Motorsport                    | Jan Lammers Sascha Maassen Franz Konrad                                                     | Lola B98/10                     | D     | 209   |
| 63 Abd. | SR     | 31 | Konrad Motorsport                    | Jan Lammers Sascha Maassen Franz Konrad                                                     | Ford 6.0 L V8                   | D     | 209   |
| 64 Abd. | SR     | 00 | Autosport Racing                     | Enzo Calderari Angelo Zadra Marco Zadra Carl Rosenblad Lilian Bryner                        | Ferrari 333 SP                  | P     | 203   |
| 64 Abd. | SR     | 00 | Autosport Racing                     | Enzo Calderari Angelo Zadra Marco Zadra Carl Rosenblad Lilian Bryner                        | Ferrari F310E 4.0 L V12         | P     | 203   |
| 65 Abd. | GTU    | 89 | MCR/Nygmatech                        | James McCormick Kevin Crowder Tim Robertson Kurt Baumann                                    | Porsche 911 GT3-R (996)         | P     | 192   |
| 65 Abd. | GTU    | 89 | MCR/Nygmatech                        | James McCormick Kevin Crowder Tim Robertson Kurt Baumann                                    | Porsche 3.6 L Flat-6            | P     | 192   |
| 66 Abd. | SR     | 29 | Intersport Racing (en)               | Andy Petery Craig Carter Gerry Green John Mirro                                             | Riley & Scott Mk III (en)       | G     | 175   |
| 66 Abd. | SR     | 29 | Intersport Racing (en)               | Andy Petery Craig Carter Gerry Green John Mirro                                             | Ford 5.1 L V8                   | G     | 175   |
| 67 Abd. | SR     | 37 | Intersport Racing (en)               | Jon Field Dale Whittington (en) Don Whittington                                             | Lola B98/10                     | G     | 164   |
| 67 Abd. | SR     | 37 | Intersport Racing (en)               | Jon Field Dale Whittington (en) Don Whittington                                             | Ford 5.1 L V8                   | G     | 164   |
| 68 Abd. | GTU    | 28 | Yellow Magic                         | Toshio Suzuki Anders Olofsson Tsuyoshi Takahashi Van Peter Hanson Tommy Riggins             | Ferrari F355                    | Y     | 164   |
| 68 Abd. | GTU    | 28 | Yellow Magic                         | Toshio Suzuki Anders Olofsson Tsuyoshi Takahashi Van Peter Hanson Tommy Riggins             | Ferrari F129B 3.5 L V8          | Y     | 164   |
| 69 Abd. | SR     | 12 | Risi Competizione                    | Alex Caffi Allan McNish Ralf Kelleners Domenico Schiattarella                               | Ferrari 333 SP                  | P     | 162   |
| 69 Abd. | SR     | 12 | Risi Competizione                    | Alex Caffi Allan McNish Ralf Kelleners Domenico Schiattarella                               | Ferrari F310E 4.0 L V12         | P     | 162   |
| 70 Abd. | GTU    | 55 | Genesis Racing                       | Felipe Rezk Shareef Malnik Dennis Crowley Chris Miller Rick Fairbanks                       | BMW M3 E36                      | Y     | 133   |
| 70 Abd. | GTU    | 55 | Genesis Racing                       | Felipe Rezk Shareef Malnik Dennis Crowley Chris Miller Rick Fairbanks                       | BMW 3.2 L I6                    | Y     | 133   |
| 71 Abd. | SR     | 27 | Doran Enterprises, Inc.              | Didier Theys Fredy Lienhard Ross Bentley (en) Mauro Baldi                                   | Ferrari 333 SP                  | M     | 132   |
| 71 Abd. | SR     | 27 | Doran Enterprises, Inc.              | Didier Theys Fredy Lienhard Ross Bentley (en) Mauro Baldi                                   | Ferrari F310E 4.0 L V12         | M     | 132   |
| 72 Abd. | GTO    | 04 | Roock Racing                         | Zak Brown David Warnock Spencer Trenery Vic Rice Stephen Earle                              | Porsche 911 GT2 (993)           | Y     | 113   |
| 72 Abd. | GTO    | 04 | Roock Racing                         | Zak Brown David Warnock Spencer Trenery Vic Rice Stephen Earle                              | Porsche 3.8 L Flat-6 Turbo      | Y     | 113   |
| 73 Abd. | SR     | 06 | Multimatic Motorsports               | Scott Maxwell John Graham Harri Toivonen                                                    | Lola B98/10                     | P     | 110   |
| 73 Abd. | SR     | 06 | Multimatic Motorsports               | Scott Maxwell John Graham Harri Toivonen                                                    | Ford-Cosworth XB 2.6 L V8 Turbo | P     | 110   |
| 74 Abd. | GTU    | 69 | EMKA Racing                          | Derek Bell Tim Sugden Stephen Day Steve O'Rourke                                            | Porsche 911 GT3-R (996)         | P     | 75    |
| 74 Abd. | GTU    | 69 | EMKA Racing                          | Derek Bell Tim Sugden Stephen Day Steve O'Rourke                                            | Porsche 3.6 L Flat-6            | P     | 75    |
| 75 Abd. | SR     | 42 | EBRT/Schroeder Motorsport            | Rob Wilson (en) Martin Henderson Martyn Konig Jake Ulrich                                   | Pilbeam MP84                    | D     | 51    |
| 75 Abd. | SR     | 42 | EBRT/Schroeder Motorsport            | Rob Wilson (en) Martin Henderson Martyn Konig Jake Ulrich                                   | Nissan 3.0 L V6                 | D     | 51    |
| 76 Abd. | GTO    | 49 | Haberthur Racing                     | Patrick Vuillaume Ugo Colombo Dieter Faller Anssi Muenz                                     | Porsche 911 GT2 (993)           | D     | 49    |
| 76 Abd. | GTO    | 49 | Haberthur Racing                     | Patrick Vuillaume Ugo Colombo Dieter Faller Anssi Muenz                                     | Porsche 3.6 L Flat-6 Turbo      | D     | 49    |
| 77 Abd. | SR     | 8  | Philip Creighton Motorsports Ltd.    | Scott Schubot Henry Camferdam Duncan Dayton (en) John Burton                                | Riley & Scott Mk III (en)       | G     | 45    |
| 77 Abd. | SR     | 8  | Philip Creighton Motorsports Ltd.    | Scott Schubot Henry Camferdam Duncan Dayton (en) John Burton                                | Ford 6.0 L V8                   | G     | 45    |
| 78 Abd. | AGT    | 94 | Associated General Kinetics          | Paul Jenkins Steve Lisa Don Arpin Bill Beilharz Mark Reed                                   | Chevrolet Camaro                | G     | 40    |
| 78 Abd. | AGT    | 94 | Associated General Kinetics          | Paul Jenkins Steve Lisa Don Arpin Bill Beilharz Mark Reed                                   | Chevrolet 6.1 L V8              | G     | 40    |
| 79 Abd. | SR     | 78 | Sezio Florida Racing                 | Patrice Roussel Edouard Sezionale A. J. Smith                                               | Norma M2000-01                  | P     | 13    |
| 79 Abd. | SR     | 78 | Sezio Florida Racing                 | Patrice Roussel Edouard Sezionale A. J. Smith                                               | BMW 4.0 L V8                    | P     | 13    |
| Np.     | GTU    | 54 | Bell Motorsports                     | Matt Drendel Scott Neuman Ron Johnson Hans-Joachim Stuck Peter Cunningham (en)              | BMW M3 E36                      | Y     | -     |
| Np.     | GTU    | 54 | Bell Motorsports                     | Matt Drendel Scott Neuman Ron Johnson Hans-Joachim Stuck Peter Cunningham (en)              | BMW 3.2 L I6                    | Y     | -     |